# Hadra funiculata
Hadra funiculata är en snäckart som först beskrevs av Reeve 1854.  Hadra funiculata ingår i släktet Hadra och familjen Camaenidae. Inga underarter finns listade i Catalogue of Life.